# جاسون مارسدين
جاسون مارسدين (بالإنجليزية: Jason Christopher Marsden)‏ هو مخرج وممثل أمريكي، ولد في 3 يناير 1975 ببروفيدنس في الولايات المتحدة.

## أعمال

### أفلام
- (1995) مغامرات بندق[6][7][8]
- (1998) عهد سمبا[9]
- (1999) طرزان[10][11][12]
- (2005) المرح مع ديك وجين[13]

### مسلسلات
- المرحون الأشقياء
- ألتيمت إليين[14]
- خطوة بخطوة
- كونغ فو شاولين
- مراهقو التايتنز

## وصلات خارجية
- جاسون مارسدين على موقع IMDb (الإنجليزية)
- جاسون مارسدين على موقع ميتاكريتيك (الإنجليزية)
- جاسون مارسدين على موقع روتن توميتوز (الإنجليزية)
- جاسون مارسدين على موقع قاعدة بيانات الأفلام العربية
- جاسون مارسدين على موقع ألو سيني (الفرنسية)
- جاسون مارسدين على موقع أول موفي (الإنجليزية)
- جاسون مارسدين على موقع إن إن دي بي (الإنجليزية)
- جاسون مارسدين على موقع قاعدة بيانات الفيلم (الإنجليزية)
- جاسون مارسدين على موقع ليتربوكسد (الإنجليزية)
- جاسون مارسدين على موقع كينوبويسك (الروسية)